# Siberiadok

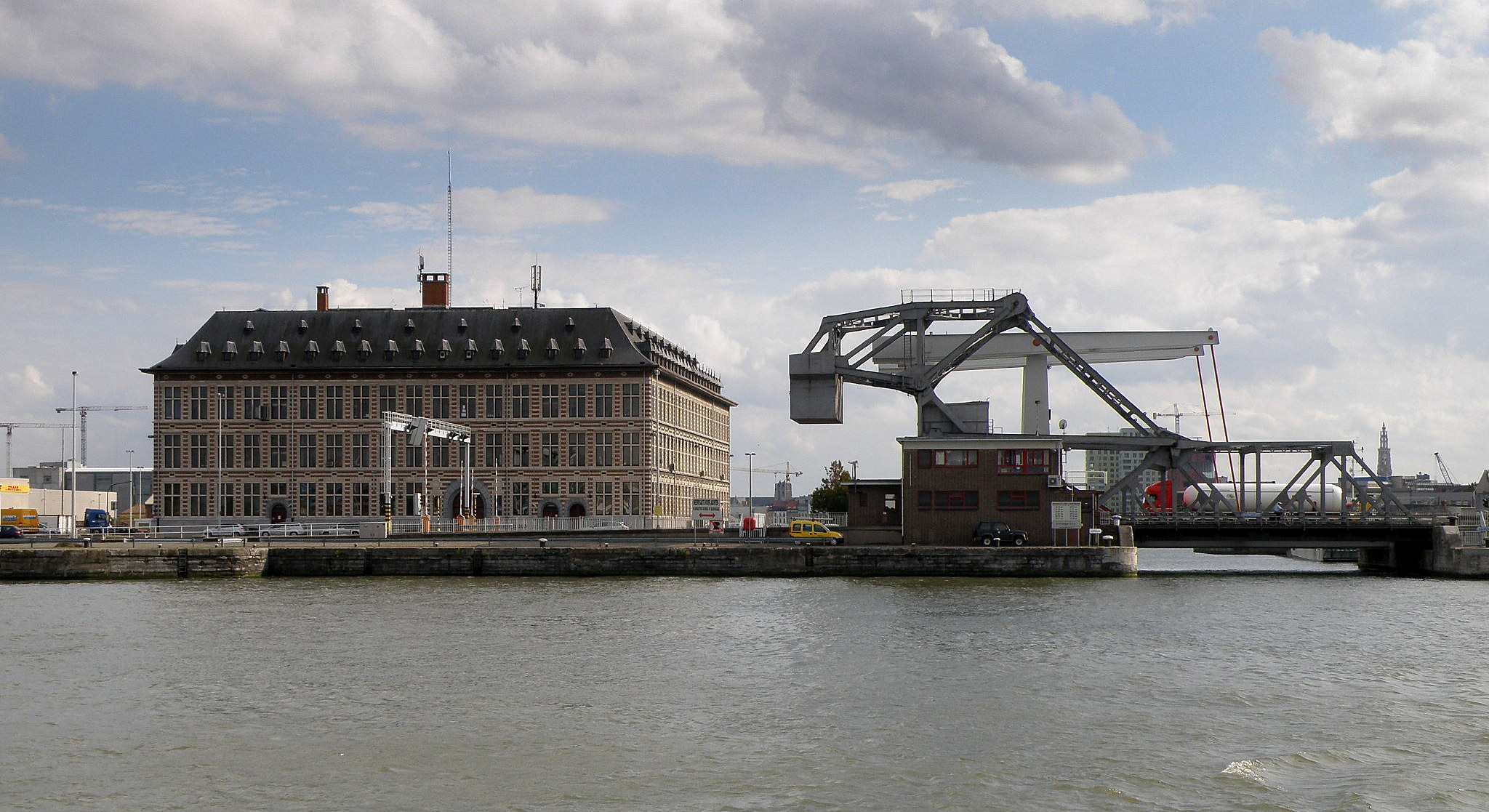
Siberiadok met voormalige brandweerkazerne en Siberiabrug.

Het Siberiadok, oorspronkelijk Afrikadok in 1887, was een 13,10 ha groot dok in de Antwerpse haven dat nu deel uitmaakt van het vergrote Amerikadok.

## Geschiedenis
Op 19 mei 1887 werden het Afrika- en Amerikadok officieel ingehuldigd. Het Afrikadok bestond toen als het verste noordelijkste dok van het Antwerpse havengebied. Omwille van deze afgelegen ligging kreeg het dok van de havenwerkers al gauw de naam 'Siberiadok'.
Het dok werd aangesloten op het Suezdok en men bouwde daar de Siberiabrug, een wipbrug. Deze brug is al meermaals vernieuwd en in de jaren 90 werd de oude brug nog versterkt met een nieuwere klapbrug, om het aangroeiende hedendaags verkeer op te vangen.
Het Siberiadok had de vorm van een brede hoorn. De zuidkant sloot aan met het bestaande Suezdok en was overbrugd. De oostkant was een platte kade waar de latere doorgang naar het Straatsburgdok en Droogdok 7 zou komen. Op deze plaats was wel een soort smalle waterweg die nu in de huidige bedding van het Straatsburgdok en het Albertkanaal tot Merksem en Deurne, samenkwam met het Schijn. Verderop lag toen Sluis 6 van de Kempische vaart, afgebroken in 1872. De Kempische vaart of Schelde-Maaskanaal: Antwerpen-Herentals verdween gedeeltelijk in 1935 maar werd wel grotendeels behouden in het Albertkanaal, gebouwd in 1930-39). Het gedeelte Dessel-Bocholt, 78 km, sluit aan op de Zuid-Willemsvaart.
Aan de noordzijde was er een platte kade tot aan de huidige nummer 102 oostkant en aan de overzijde nummer 103 westkant. Het Siberiadok liep iets naar het westen verder, tot aan de huidige nummers 54 zuidkant en 93 noordoost kant. Officieel werd de naam 'Lefèbvredok' gebruikt tot 13 maart 1981, toen het Siberiadok opging in het vergrote Amerikadok. De binnensluisdeur van de Royerssluis draagt nog de naam Lefèbvrebrug.
In de buurt van het dok stond een totempaal. Die zag eruit als een Noord-Amerikaanse, maar uit een onderzoek van Radio 2 in Antwerpen is gebleken dat hij gemaakt werd door een werknemer van de Antwerpse Zagerijen. Dat gebeurde in 1963. Met toestemming van het stadsbestuur werd hij opgericht vlak bij het kantoor en de magazijnen aan de Azobestraat. Daar bleef hij staan tot aan het faillissement van de Antwerpse Zagerijen in 1972. Toen werd hij openbaar verkocht.
Op de Antwerpse rechteroever van de Schelde:
Albertdok · Amerikadok · Asiadok · Bevrijdingsdok · Bonapartedok · Churchilldok · Derde Havendok · Eerste Havendok · Graandok · Hansadok · Houtdok · Industriedok · Kanaaldok · 
Kattendijkdok · Kempisch dok · Kooldok · Leopolddok · Lobroekdok · Margueriedok · Marshalldok · Noordschippersdok · Petroleumdok · Sasdok · Schippersdok · Schuildok voor Lichters · Siberiadok · Steendok · Straatsburgdok · Suezdok · Tweede Havendok · Verbindingsdok · Vierde Havendok · Vijfde Havendok · Willemdok · Zesde Havendok · Zuiderdokken
Op de Oost-Vlaamse linkeroever van de Schelde:
Deurganckdok · Doeldok · Noordelijk Insteekdok · Saeftinghedok · Verrebroekdok · Vrasenedok · Waaslandkanaal · Zuidelijk Insteekdok